# Манастири на острова в Янинското езеро
Манастирите на безименния остров в Янинското езеро са третата по големина манастирска община в Гърция след Света гора и Метеора. Янинското монашеско братство обитава седем манастира.
Двата най-стари византийски манастира са „Свети Николай Филантропинов“ и „Свети Николай Стратигопулов“ (Дилиу), като Филантропиновият е най-старият и първенстващ измежду тях. Тези два манастира са основани от две византийски аристократични семейства, напуснали Константинопол след превземането му от кръстоносците през 1204 г. и установили се в Епирското деспотство.
През XVI век монашеската общност на острова процъфтява, което води до основаването на още два манастира – посветени на Свети Николай (по-късно преименован и посветен на Богородица като „Света Богородица Милосърдна“) и „Преображение Господне“. 
През XVII век са издигнати на най-високата част на острова още три манастира – посветени на „Свети Илия“, „Свети Йоан Предтеча“ и „Свети Панталеймон“.
До средата на XVIII век тези манастири са важен образователен център, превръщайки Янина в център на Новогръцкото просвещение.